# Longtermism
Longtermism (germanisiert auch: Longtermismus) ist eine ethische Position, die die positive Beeinflussung der fernen Zukunft als eine moralische Priorität betrachtet.  Sie ist ideengeschichtlich zunächst als Weiterentwicklung des effektiven Altruismus aufgetreten. In systematischer Hinsicht unterscheidet sich der Longtermism von klassischen Ansätzen der intergenerationellen Gerechtigkeit durch die Berücksichtigung deutlich längerer Zeiträume. Der ethische Fokus liegt damit nicht auf der Kinder- oder Enkelgeneration, sondern auf der langfristigen Zukunft der Menschheit. Unter der langfristigen Zukunft werden dabei Zeiträume von einer Million bis Milliarden Jahre verstanden.

## Kernideen

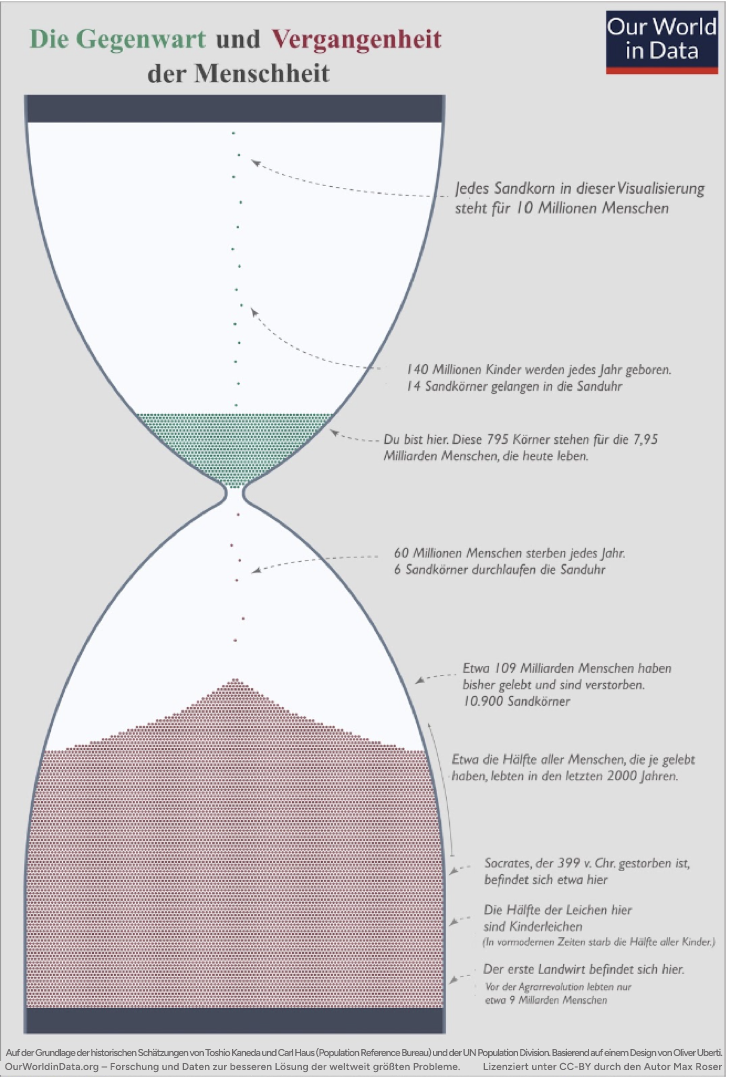
Heute lebende Menschen verglichen mit Menschen in der Vergangenheit

Die Bezeichnung „longtermism“ wurde erst 2017 geprägt. Oft wird das Grundargument für Longtermism auf folgende drei Sätze heruntergebrochen: Menschen in der Zukunft sind moralisch genauso viel wert wie heute lebende Menschen. Es kann gut sein, dass in der Zukunft mehr Menschen leben werden, als in der Gegenwart und Vergangenheit zusammen (siehe Grafik). Und, wir können die Leben dieser Menschen positiv beeinflussen. Diese Gedanken legen für Vertreter des Longtermism nahe, dass das Überleben und das Wohl der Menschheit moralisch sehr wichtig sind und beispielsweise durch Gesetzgebung berücksichtigt werden solle.

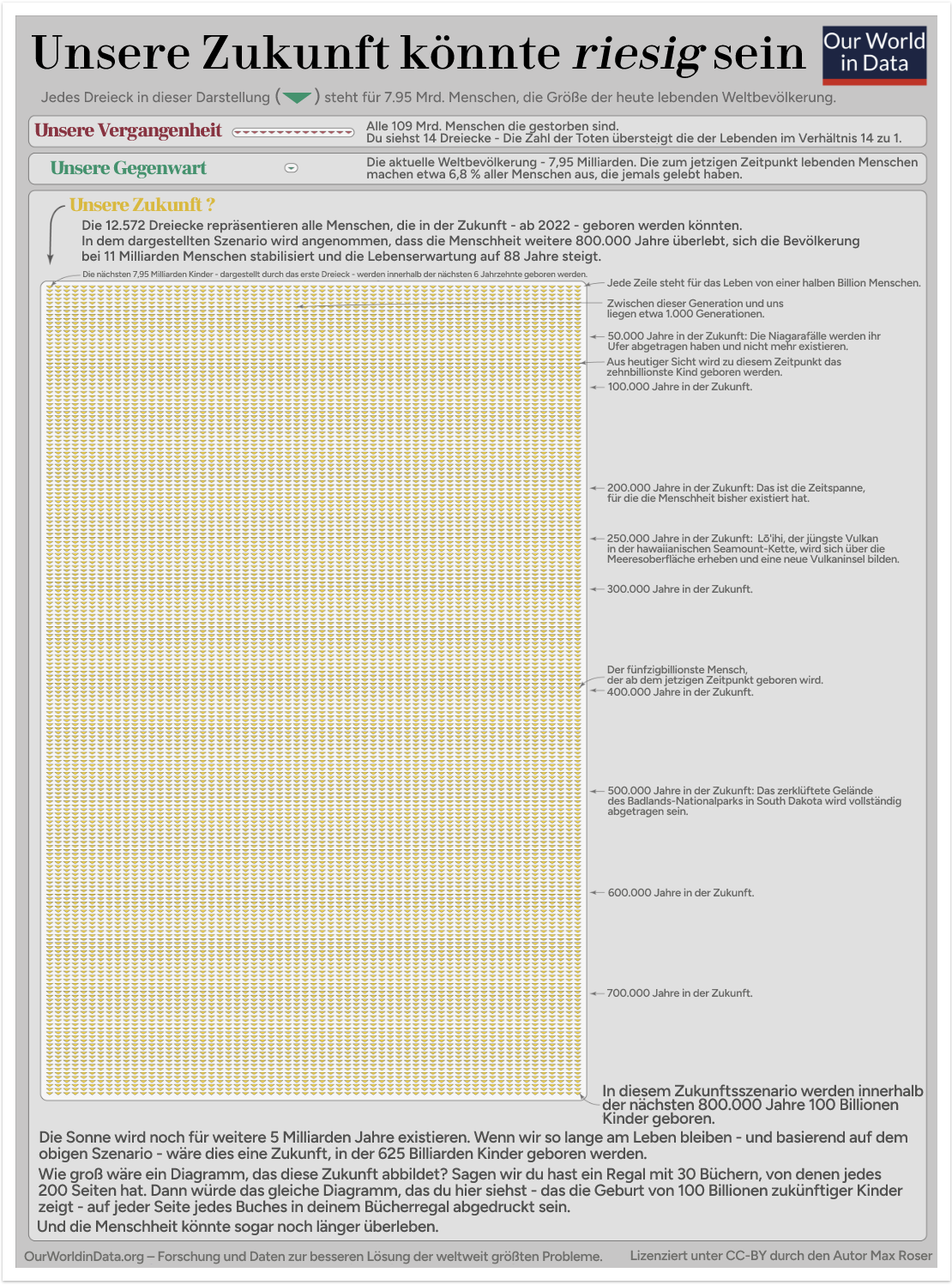
Die potenzielle Anzahl zukünftiger Menschen

Ein Gedankenexperiment aus dem Jahr 1984, auf das sich longtermistische Autoren beziehen, stammt von Derek Parfit. Er vergleicht drei Zustände: 1. Frieden, 2. einen Atomkrieg, der 99 % der Weltbevölkerung tötet und 3. einen, der 100 % der Menschheit tötet. Obwohl zwischen den zwei Kriegsszenarien nur 1 % Unterschied besteht, argumentiert Parfit, in einer Bewertung der Zustände stünde Szenario 2 näher an Szenario 1 als an Szenario 3. Der Grund ist, dass sich die Menschheit langfristig erholen kann, wenn 1 % überlebt. Szenario 3 dagegen bedeutet die Auslöschung der Menschheit, ein finaler Zustand. Die Auslöschung ist für Longtermisten daher das Worst-case-Szenario, weshalb die erste Priorität des Longtermism auf der Verringerung existenzieller Risiken liegt, also auf der Verhinderung von Ereignissen, die zur Auslöschung führen könnten.

## Erweiterte Definition
Der Philosoph William MacAskill definiert Longtermism in seinem Buch Was Wir der Zukunft schulden als „die Sichtweise, nach der es eine moralische Priorität unserer Zeit ist, die langfristige Zukunft positiv zu beeinflussen.“ Diese Haltung grenzt er von starkem Longtermism ab, der „Sichtweise, nach der es die moralische Priorität unserer Zeit ist, die langfristige Zukunft positiv zu beeinflussen.“
In seinem Buch The Precipice: Existencial Risk and the Future of Humanity beschreibt der Philosoph Toby Ord Longtermismus folgendermaßen: „Longtermism… beschäftigt sich insbesondere mit der Wirkung unserer Handlungen auf die langfristige Zukunft. Es nimmt die Tatsache ernst, dass unsere Generation nur eine Seite in einer viel längeren Geschichte ist, und dass unsere wichtigste Rolle womöglich darin besteht, zu entscheiden, wie wir diese Geschichte mitgestalten wollen. Am Schutz des Menschheitspotentials zu arbeiten ist eine Möglichkeit, eine bleibende, positive Wirkung in dieser Rolle zu erzielen und es mag noch weitere geben.“ Zudem merkt Ord an, dass „Longtermism von einer moralischen Reorientierung getrieben ist, hin zu der gewaltigen Zukunft, die existentielle Risiken zu beenden drohen, noch bevor sie begonnen hat.“ In seinem Buch stellt Ord auch einige Wahrscheinlichkeitsschätzungen für die Möglichkeit existenzieller Katastrophen an.

## Implikationen für ethisches Handeln
Forscher, die sich mit Longtermism beschäftigen, denken, dass wir die langfristige Zukunft auf zwei Arten verbessern können: „indem wir existenzielle Katastrophen verhindern und somit das Überleben der Zivilisation sicherstellen; oder indem wir die historische Laufbahn der Zivilisation so lenken, dass wir sie verbessern, solange sie besteht. Allgemein erhöht die Sicherung des Überlebens die Quantität zukünftigen Lebens; Verbesserungen der Laufbahn erhöhen die Qualität.“

### Existenzielle Risiken
Ein existenzielles Risiko ist „ein Risiko, welches das langfristige Potenzial der Menschheit bedroht“, was Risiken beinhaltet, die die Menschheit auszulöschen drohen, sowie solche, die den permanenten Kollaps der Zivilisation bedeuten könnten. Beispiele für solche Risiken stellen Nuklearkriege und natürliche oder erzeugte Pandemien dar, sowie der Klimawandel, eine stabile totalitäre Weltregierung und aufkommende Technologien wie KI auf übermenschlichem Intelligenzniveau und Nanotechnologie. Jedes dieser Risiken zu reduzieren kann die Zukunft langfristig durch die dadurch verursachte Mehrung (und/oder Verbesserung) zukünftiger Leben verbessern.
Befürworter des Longtermismus haben angemerkt, dass die Menschheit derzeit weniger als 0,001 % des globalen BIP für longtermistische Zwecke ausgibt (also Handlungen, die explizit die langfristige Zukunft der Menschheit verbessern sollen). Das ist weniger als 5 % der Geldmenge, die jährlich in den USA für Eiscreme ausgegeben wird, was Toby Ord zu der Aussage führt, die Menschheit solle „erstmal damit beginnen, mehr Geld für den Schutz der Zukunft auszugeben als für Eiscreme, um dann zu entscheiden, wie es von diesem Startpunkt weitergeht.“ Peter Singer, der dem Longtermism prinzipiell positiv gegenübersteht, hat einen zu starken Fokus auf existenzielle Risiken kritisiert:

„Viewing current problems through the lens of existential risk to our species can shrink those problems to almost nothing, while justifying almost anything that increases our odds of surviving long enough to spread beyond Earth“

### Änderungen der Laufbahn
Existenzielle Risiken sind Extrembeispiele für das, was Forscher als „Änderung der Laufbahn“ bezeichnen. Abgesehen von der Risikominderung könnte es aber auch andere Wege geben, um den Werdegang der Zukunft positiv zu beeinflussen. Der Ökonom Tyler Cowen argumentiert, es sei eine moralische Priorität, das Wirtschaftswachstum zu beschleunigen, da zukünftige Generationen dadurch wohlhabender sein werden. Abgesehen von dem unsicheren Einfluss von BIP-Wachstum auf das Wohlergehen der Bevölkerung, sprechen dagegen aber die Risiken zu schneller Technologieentwicklung bei beschleunigtem Wachstum sowie die Tatsache, dass Wirtschaftswachstum in der Praxis begrenzt ist (MacAskill errechnet, dass die Weltwirtschaft bei einem kontinuierlichen Wachstum von jährlich 2 % in 10.000 Jahren hundert Billionen Billionen Billionen Billionen Billionen Billionen Mal größer sein müsste, was absurd scheint). Andere Forscher setzen auf die Verbesserung nationaler Institutionen und internationaler Politik, um positive Veränderungen der Laufbahn zu erzielen.
Ein weiterer Weg, positive Laufbahnänderungen herbeizuführen, ist die Verbesserung gesellschaftlicher Werte. MacAskill warnt, die Menschheit solle nicht erwarten, dass eine positive Entwicklung gesellschaftlicher Werte gegeben sei. So denken etwa inzwischen die meisten Historiker, dass die Abschaffung der Sklaverei nicht moralisch oder ökonomisch unvermeidbar war. Christopher Leslie Brown stellt in seinem Buch Moral Capital fest, die Sklaverei sei tatsächlich durch eine moralische Revolution inakzeptabel geworden, zu einer Zeit, in der sie anderweitig noch sehr profitabel war. MacAskill stuft die Abschaffung als Wendepunkt der Menschheitsgeschichte ein, nach welchem die Rückkehr der Praktik unwahrscheinlich sei. Daher könnte die positive Beeinflussung gesellschaftlicher Werte ein Weg sein, über den die heutigen Generationen die langfristige Zukunft positiv beeinflussen können.

### Leben an einem entscheidenden Zeitpunkt
Longtermisten argumentieren, dass wir uns an einem entscheidenden Moment der Menschheitsgeschichte befänden. Toby Ord stellt die Beobachtung auf, dass technologischer Fortschritt der Menschheit zum ersten Mal die Möglichkeit biete, sich durch unweise Entscheidungen (z. B. Atomkrieg) zu vernichten, während der Fortschritt gesellschaftlicher Werte und Institutionen noch nicht weit genug sei, um sicherzustellen, dass dies nicht geschieht. Zudem schrieb Derek Parfit, wir befänden uns „am Dreh- und Angelpunkt der Geschichte“ und William MacAskill erklärt, dass „das langfristige Schicksal der Welt teilweise davon abhängt, welche Entscheidungen wir zu unseren Lebzeiten treffen,“ da „die Gesellschaft sich noch in keinem Gleichgewichtszustand befindet [bezogen auf gesellschaftliche Werte], sodass wir imstande sind zu beeinflussen, welcher Gleichgewichtszustand sich letztlich einstellt.“
Für den Großteil menschlicher Geschichte war unklar, wie die langfristige Zukunft zu beeinflussen sei. Zwei relativ neue Entwicklungen haben das jedoch geändert. Technologische Entwicklungen, wie Atombomben, haben der Menschheit zum ersten Mal die Möglichkeit gegeben, sich selbst auszulöschen, was eine Wirkung auf die langfristige Zukunft hätte, indem die Existenz zukünftiger Generationen verhindert würde. Zugleich haben Fortschritte in den Natur- und Gesellschaftswissenschaften der Menschheit vermeintlich die Möglichkeit gegeben, zumindest manche langfristigen Effekte heutiger Handlungen vorauszusagen.
MacAskill merkt zudem an, dass unsere Zeit insofern ungewöhnlich sei, als „wir in einer Ära leben, die von außergewöhnlich viel Wandel gekennzeichnet ist“ – sowohl relativ zur Vergangenheit (als der ökonomische und technologische Fortschritt sehr langsam gewesen seien), als auch relativ zur Zukunft (da derzeitiges Wachstum nicht lange anhalten könne, bevor physische Grenzen erreicht seien).

## Theoretische Überlegungen

### Moraltheorie
Die Grundidee des Longtermism lässt sich im Rahmen diverser ethischer Traditionen und Theorieschulen begründen. Da der Longtermism ideengeschichtlich aus dem effektiven Altruismus hervorgegangen ist, der auf dem Utilitarismus basiert, blieb diese Position für die anfänglichen Vertreter des Longtermism prägend. Vom Utilitarismus ausgehend lässt sich zur Position des Longtermism vorstoßen, wenn man das Prinzip des größtmöglichen Glücks für die größtmögliche Anzahl an Menschen auch auf zukünftige Menschen ausdehnt.

Allerdings können auch nicht-konsequentialistische Theorien longtermistische Überlegungen inspirieren. So stellt etwa Toby Ord Überlegungen über die Verantwortung an, die heutige Generationen gegenüber zukünftigen haben und macht diese an der Arbeit fest, die Generationen in der Vergangenheit für uns geleistet haben. Er schreibt: 
Die Natur von zeitlichen Abläufen macht es so viel einfacher, denen zu helfen, die nach uns kommen, gegenüber jenen, die vor uns kamen. Daher versteht man die Partnerschaft zwischen Generationen am besten als asymmetrisch, wobei Pflichten im Strom der Zeit vorwärts fließen und von jeder Generation “nach vorne” erfüllt werden. Wenn man es so betrachtet, sind unsere Pflichten bezüglich zukünftiger Generationen in der Arbeit verankert, die unsere Vorfahren für uns geleistet haben, als wir noch zukünftige Generationen waren.
Die Definition von MacAskill, dass der Longtermism eine Position bezeichnet, die die positive Beeinflussung der fernen Zukunft als moralische Priorität ansieht, impliziert nicht zwingend eine maximierende Position, wie sie normalerweise mit dem Konsequentialismus verbunden wird. Eine positive Beeinflussung der Zukunft könnte auch bedeuten, dass die Menschheit durch ethisches Handeln in die Lage versetzt wird, länger zu existieren, und impliziert nicht zwingend, dass es ihr darüber hinaus auch besser gehen müsste als heute oder dass in Zukunft mehr Menschen existieren müssten. Vor diesem Hintergrund könnten auch früher entstandene deontologische oder tugendethische Ansätze mit einer abgeschwächten, minimalen Version des Longtermism kompatibel sein, deren Fokus darauf liegt, das Überleben der Menschheit langfristig bzw. auf unbestimmte Zeit zu sichern. So wird mitunter Hans Jonas mit seiner Ethik der Langzeitverantwortung, die er in den 1970er Jahren formulierte, als deontologischer Vertreter bzw. Vordenker einer solchen minimalen Version des Longtermism gesehen. Demgegenüber wird allerdings beispielsweise von Tim Henning eingewandt, dass der Ansatz des Longtermism „viel uferloser“ als der von Hans Jonas sei, weil er nicht nur auf die Erhaltung der Menschheit abziele, sondern auch darauf, dass die Anzahl der glücklichen Menschen erhöht wird. Mitunter wird der Ansatz von Hans Jonas auch scharf von der mit dem Longtermism verbundenen politischen Bewegung abgegrenzt, die keine Ethik der Verantwortung à la Jonas formuliere, sondern eine unverantwortliche Ideologie vertrete, die versuche, ein Geschäft mit einem Versprechen von Verantwortung zu machen und damit letztlich der kapitalistischen Logik der Maximierung verhaftet bleibe.

### Effekte auf die Zukunft evaluieren
In seinem Buch Was wir der Zukunft schulden, erörtert William MacAskill, wie Einzelpersonen den Verlauf der Geschichte beeinflussen können. Er führt ein dreiteiliges Framework ein, das man nutzen kann, um über Effekte auf die Zukunft nachzudenken. Es besagt, dass der langfristige Wert eines Ergebnisses sich aus Signifikanz, Beständigkeit und Kontingenz zusammensetzt. MacAskill erklärt, Signifikanz sei „der durchschnittliche zusätzliche Wert, der durch die Herbeiführung eines bestimmten Zustandes entsteht.“ Beständigkeit beschreibt, „wie lange der Zustand anhält, wenn er einmal herbeigeführt wurde“, und Kontingenz „bezieht sich auf das Ausmaß, zu dem die Herbeiführung des Zustandes durch die Handlung eines Individuums bedingt war.“ (Hätte das Individuum – oder die Gruppe – nicht gehandelt, wäre der Zustand trotzdem bald darauf herbeigeführt worden?) Des Weiteren erkennt MacAskill an, dass die ferne Zukunft zu aller Zeit mit moralischer und empirischer Unsicherheit verbunden ist. Er bietet vier Leitlinien, die Versuche, die langfristige Zukunft zu verbessern, leiten können. Sie lauten im Kurzen: Handlungen durchführen, die mit (relativer) Sicherheit gut sind (CO2-Emissionen senken oder an Pandemieprävention forschen etc.), Optionen mehren, mehr dazulernen und fahrlässige Schäden vermeiden.

### Populationsethik
Populationsethik spielt eine wichtige Rolle im Longtermism. Viele seiner Befürworter akzeptieren den sogenannten totalen Standpunkt, nach dem es gut ist, weitere glückliche Menschen in die Welt zu bringen, wenn alle anderen Umstände gleich bleiben. Eine solche Sichtweise stärkt das Argument für Longtermism: Der Umstand, dass es in der Zukunft eine gewaltige Anzahl Menschen geben könnte, bedeutet, dass die Verbesserung ihrer Umstände und besonders die Sicherung ihrer bloßen Existenz enormen Wert hätten. Der totale Standpunkt wird von vielen Philosophen anderer Denkrichtungen abgelehnt, u. a. weil er zu der Schlussfolgerung führen kann, dass eine sehr große Zahl sehr unglücklicher Menschen einer geringen Zahl glücklicher Menschen vorzuziehen sei.

### Andere empfindungsfähige Lebewesen
Longtermism wird meist mit den Interessen von Menschen in der fernen Zukunft in Verbindung gebracht. Allerdings gestehen manche Befürworter des Longtermism auch nicht-menschlichen Lebewesen hohen moralischen Wert zu. Aus dieser Perspektive heraus kann es also extrem wichtig sein, für das Wohlergehen von Tieren einzustehen, da positive Normen bezüglich tierischen Leids für eine sehr lange Zeit bestehen könnten, sollten sie von großen Teilen der Gesellschaft akzeptiert werden.

### Diskontsatz
Longtermism impliziert, dass wir eine recht geringe soziale Diskontrate nutzen sollten, wenn wir den moralischen Wert der fernen Zukunft betrachten. Im Ramsey Standardmodell der Ökonomik ist die soziale Diskontrate {\displaystyle r_{t}} gegeben durch
{\displaystyle r_{t}=\delta +\gamma g_{t}},
wobei {\displaystyle \gamma }  die Elastizität des marginalen Grenznutzens des Konsums darstellt, {\displaystyle g_{t}} die Wachstumsrate des Konsums und {\displaystyle \delta } eine Größe, welche die „Katastrophenrate“ (Diskontierung des Risikos, dass der zukünftige Nutzen nicht eintritt) und einer puren Zeitpräferenz kombiniert (wobei zukünftiger Nutzen intrinsisch niedriger gewertet wird als gegenwärtiger Nutzen). Ord argumentiert, eine Zeitpräferenz ungleich Null sei illegitim, da zukünftige Generationen moralisch ebenso viel wert seien wie gegenwärtige. Des Weiteren gelte {\displaystyle \gamma }  nur für monetären Nutzen, nicht für moralischen, da das Konzept rein in der ökonomischen Theorie abnehmenden Grenznutzens verankert ist. Menschliches Wohlbefinden habe, anders als Geld, keinen abnehmenden Grenznutzen. Daher sei der einzige verbleibende Faktor, der Einfluss auf die Diskontrate haben sollte, die Katastrophenrate, also die Hintergrundgefahr existenzieller Risiken.
Im Gegensatz dazu argumentiert Andreas Morgensen, eine positive Rate purer Zeitpräferenz {\displaystyle \delta } sei durch Verwandtschaft gerechtfertigt. Soll heißen, common-sense Moralität erlaubt es uns, Partei für unsere nahen Verwandten zu ergreifen, sodass wir „gerechtfertigterweise das Wohlergehen weiter entfernter Generationen niedriger einstufen dürfen als das derjenigen, die direkt nach uns kommen.“ Diese Sichtweise wird Temporalismus genannt und stützt sich auf die Prämisse, dass „zeitliche Nähe […] bestimmte moralischen Pflichten stärkt, inklusive die Pflicht zu retten.“

## Prominente Befürworter & Community
Zentrale Vordenker des Longtermism sind unter anderem Nick Bostrom, Toby Ord und William MacAskill.
Relevante Einrichtungen und Think Tanks sind neben den bestimmten Non-Profit-Organisationen und Plattformen des Effektiven Altruismus das Future of Humanity Institute der Oxford University, das Global Priorities Institute, das Future of Life Institute, das Centre for the Study of Existential Risk der Universität Cambridge, 80.000 Hours, Open Philanthropy, die Forethought Foundation und Longview Philanthropy.
Zu prominenten Anhängern werden Elon Musk, Peter Thiel, Vitalik Buterin, Jaan Tallinn, Geoffrey Hinton, Max Roser und Rutger Bregman gezählt.
Der 2021 veröffentlichte UN-Report Our Common Agenda soll zentrale Begrifflichkeiten und Ansätze des Longtermism übernommen haben.
Das Chronicle of Philanthropy wählte Longtermism als eines der Philanthropy Buzzwords 2023.

## Kritik

### Unvorhersehbarkeit
Ein Kritikpunkt besteht darin, dass Longtermism auf die Vorhersage der Wirkung unserer Handlungen auf die langfristige Zukunft angewiesen ist. Das ist im Bestfall sehr schwer und im schlechtesten Fall unmöglich. In Anbetracht der Unvorhersehbarkeit der Zukunft, insbesondere über Zeiträume von Millionen von Jahren, erscheine der Longtermism als „völliger Irrsinn“, schreibt B. V. E. Hyde. Zur Antwort auf diese Herausforderung haben Longtermisten versucht, Ereignisse zu identifizieren, die zu einem Werte lock-in führen würden – Ereignisse wie die Ausrottung der Menschheit, die wir in der nahen Zukunft bereits beeinflussen können, die aber auch in der fernen Zukunft langanhaltende, voraussehbare Effekte haben werden. Den Versuch, Probleme alleine durch Berechnungen zu lösen, bezeichnete Lenz Jacobson in der Zeit als antidemokratisch. Longtermism sei „letztlich der Versuch, das Primat der Politik durch eine Herrschaft von Wissen und Kapital abzulösen.“

### Niedrigere Priorisierung aktueller Probleme
Befürworter des Longtermism argumentieren, dass Maßnahmen, die für die langfristige Zukunft gut sind, oft auch für die Gegenwart gut seien. Kritiker monieren aber, dass Longtermism dazu führen könnte, dass drängende Probleme in den Hintergrund gerückt werden. Einige Kritiker haben beispielsweise argumentiert, die Betrachtung der menschlichen Zukunft in den nächsten 10.000 oder 10 Millionen Jahren könne dazu führen, dass kurzfristigere Auswirkungen wie die des Klimawandels heruntergespielt werden. Sie befürchten auch, dass diese langfristig orientierte Weltsicht die Umweltkrise verschlimmern und Gräueltaten zum Zwecke des Erreichens astronomisch hoher Werte in der Zukunft rechtfertigen könnte, indem sie als Endziel der menschlichen Entwicklung technologische Reife oder die Unterwerfung der Natur und die Maximierung der wirtschaftlichen Produktivität festlegt. Der Anthropologe Vincent Ialenti argumentiert, ein „strukturierterer, facettenreicherer, mehrdimensionaler Longtermism“ in der Gesellschaft sei notwendig, um dies zu verhindern. Ein Longtermism, der „den Informationsinseln und disziplineigenen Echokammern trotzt.“  Der Philosoph B. V. E. Hyde kritisiert aber, dass auch zukünftige Generationen im Sinne des Longtermism dazu gebracht werden müssten, ihre Gegenwart für die Zukunft zu opfern: „The logical conclusion of longtermism, then, is to steal resources from all humanity throughout history and reserve them for some mystical ‘future’ that never comes to pass.“

### Zu kleine Wahrscheinlichkeiten für den großen Payoff
Ein weiterer Einwand gegen den Longtermism ist, dass er darauf setzt Wetten mit geringer Wahrscheinlichkeit auf extrem hohe Payoffs, anstatt sicherere Wetten auf geringere Payoffs zu schließen (vorausgesetzt, der Erwartungswert ist höher). Aus Sicht des Longtermism scheint es, dass die Verringerung eines existenziellen Risikos um kleine Prozentbeträge selbst dann einen extrem hohen Erwartungswert hätte, wenn die Wahrscheinlichkeit des existenziellen Risikos sehr gering ist, einfach weil die langfristige Zukunft einen so großen Wert hat. Eine Illustration für dieses Problem ist „Pascal’s Mugging“, ein entscheidungstheoretisches Gedankenexperiment, bei dem es darum geht, einen Erwartungswert-Maximierer auszunutzen, da dieser bereit ist, Wetten mit sehr geringer Wahrscheinlichkeit auf sehr große Gewinne zu akzeptieren.
Befürworter des Longtermism haben eine Reihe von Antworten auf diese Kritik gegeben, die vom „in den sauren Apfel beißen“ bis hin zu dem Argument reichen, dass der Longtermism nicht mit winzigen Risikowahrscheinlichkeiten arbeiten müsse, da die Wahrscheinlichkeiten existenzieller Risiken innerhalb des normalen Risikobereichs lägen, gegen den sich Menschen abzusichern versuchen – z. B. das Anlegen eines Sicherheitsgurts für den Fall eines Autounfalls.

### Ungleichwertigkeit der Menschen und Parallelen zur Eugenik
Bei Longtermism werden Menschen teils nach ihrem „Beitragspotenzial für die Zukunft“ bewertet. Intelligenz, ausgedrückt als IQ, wird von den Anhängern der Ideologie dabei als „Schlüsselfaktor für die Sicherung der Zukunft“ gesehen, demzufolge bewerten die Anhänger den IQ als „zentralen Indikator für den Wert eines Menschen“. Das Antifaschismus-Portal Belltower.News sah darin „Parallelen zu Ideologien der Ungleichwertigkeit, besonders Rechtsextremismus“ und warnte vor „eugenischen Abstufungskriterien“. Es warf den Longtermism-Anhängern in diesem Zusammenhang Gleichgültigkeit gegenüber menschlichem Leid und soziale Kälte vor. Phil Torres bezeichnete Longtermism als „Eugenik auf Stereoiden“; die Rhetorik des Longtermism sei der rassistischen, fremdenfeindlichen, klassistischen und sexistischen Rhetorik der Eugenik des 20. Jahrhunderts extrem ähnlich und die Umsetzung der longtermistichen Programms würde fatale Konsequenzen haben. Im Philosophie Magazin bezeichnet Lia Nordmann den Longtermism als bestenfalls abschreckend, im schlimmsten Fall weise er aber „proto-faschistische Züge“ auf.

### Attraktivität für Superreiche
Der Longtermism ist insbesondere eine unter sogenannten Techmilliardären beliebte Denkschule, der vorgeworfen wird, deren destruktiven Einfluss auf Gesellschaften zu legitimieren. Kritiker heben hervor, dass die Ideologie des Longtermism Superreichen eine „‚ethische Entschuldigung‘ [bieten], wenn sie lieber in die Besiedelung des Mars investieren, statt den Welthunger zu bekämpfen.“ In der FAZ erklärt sich Patrick Schlereth die Attraktivität des Longtermism für Superreiche damit, dass sich „das Prinzip ‚Mehr ist besser‘ trefflich in eine kapitalistische Wachstumserzählung umdichten lässt.“ Srećko Horvat sieht im Longtermism eine Form des Solutionismus, wie sie typisch für das Denken des Silicon Valleys sei: „Die Welt mag kollabieren, aber das Silicon Valley wird schon eine Lösung finden, sei es durch Geoengineering und Terraforming oder durch KI und Metaversen oder einfach dadurch, dass ein paar reiche Leute zum Mars fliehen und auf einem anderen Planeten eine libertäre Utopie – oder Dystopie – verwirklichen.“ Alice Crary sieht im Longtermism die Möglichkeit für Superreiche, sich als heldenhafte Retter der Welt zu verstehen, ohne zu reflektieren, wie die Systeme, von denen sie profitieren, die Zukunft tatsächlich gefährden. Sie stuft den Longtermism als eine Ideologie ein, weil er ökonomische Mittel als Allheilmittel ansehe und aus diesem Grunde Befreiungskämpfe behindere.  Umgekehrt findet sich allerdings auch die Position im Diskurs, dass der Longtermism selbst, wenn man von seiner philosophischen Definition und nicht der damit verbundenen politischen Bewegung ausgeht, antikapitalistische Konsequenzen haben könnte.